# Абенгуру
Абенгу́ру (фр. Abengourou) — город в Кот-д’Ивуаре, административный центр области Средняя Комоэ и одновременно входящего в её состав департамента Абенгуру. Город Абенгуру населён преимущественно этнической группой Агни, ветвью народности Акан, мигрировавшей в регион из Ганы. Население Абенгуру оценивается в 105 тыс. чел. (2004 год). В городе расположен аэропорт.
Название Абенгуру произошло от выражения на Ашанти «н’пе кру», что означает «мне не нравятся долгие дискуссии».
В городе находится римско-католическая епархия и собор Святой Терезы и младенца Иисуса.
В основном из города экспортируются кофе и какао.

## Фотогалерея

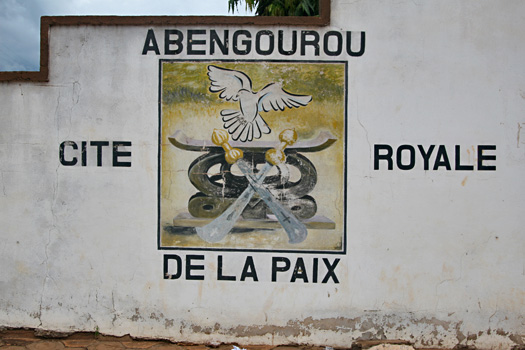
Абенгуру, надпись на стене: «Королевский город мира».
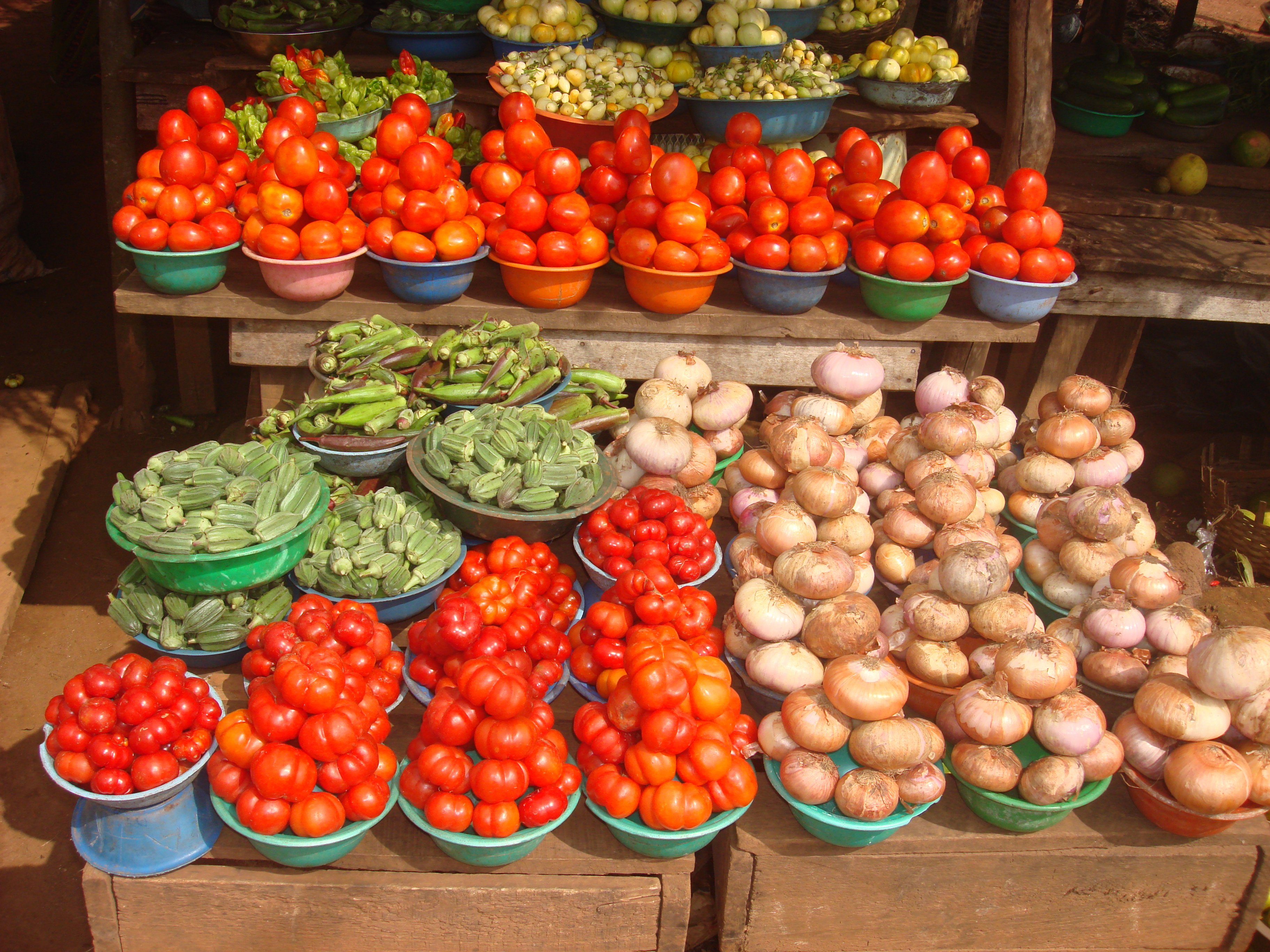
Рынок в Абенгуру